# نوربيرتو ألونسو
نوربيرتو ألونسو (بالإسبانية: Norberto Alonso)‏ مواليد 4 يناير 1953 في بوينس آيرس، الأرجنتين، هو لاعب كرة قدم أرجنتيني سابق كان يلعب كلاعب وسط. سبق له أن لعب في كأس العالم لكرة القدم مع منتخب بلاده. لعب خلال مسيرته 464 مباراة سجل خلالها 169 هدفاً.

## مرحلة الشباب

### أندية لعب لها
- أتلتيكو ريفر بليت

## المسيرة الاحترافية

### أندية لعب لها
- أتلتيكو ريفر بليت
- أولمبيك مارسيليا
- فيليز سارسفيلد

## روابط خارجية
- نوربيرتو ألونسو على موقع الاتحاد الدولي (مؤرشف)  (الإنجليزية)
- نوربيرتو ألونسو على موقع الاتحاد الأوربي (الإنجليزية)
- نوربيرتو ألونسو على موقع قاعدة بيانات كرة القدم.إي يو (الإنجليزية)
- نوربيرتو ألونسو على موقع ناشيونال فوتبول تيمز (الإنجليزية)
- نوربيرتو ألونسو على موقع Soccerway.com (الإنجليزية)
- نوربيرتو ألونسو على موقع عالم كرة القدم.نت (الإنجليزية)